# Mundurukú (langue)
Cet article concerne la langue mundurukú. Pour le peuple mundurukú, voir Munduruku.
Le mundurukú est une langue tupi parlée au Brésil le long du Tapajós, dans l'État du Pará et du Madeira dans l'Amazonas par l'ensemble des 10 065 Munduruku.
Le mundurukú constitue, avec le kuruáya, la famille des langues mundurukú, une des branches des langues tupi.

## Écriture
| Majuscules | Majuscules | Majuscules | Majuscules | Majuscules | Majuscules | Majuscules | Majuscules | Majuscules | Majuscules | Majuscules | Majuscules | Majuscules | Majuscules | Majuscules | Majuscules | Majuscules | Majuscules | Majuscules | Majuscules | Majuscules | Majuscules | Majuscules | Majuscules | Majuscules | Majuscules | Majuscules |
| ---------- | ---------- | ---------- | ---------- | ---------- | ---------- | ---------- | ---------- | ---------- | ---------- | ---------- | ---------- | ---------- | ---------- | ---------- | ---------- | ---------- | ---------- | ---------- | ---------- | ---------- | ---------- | ---------- | ---------- | ---------- | ---------- | ---------- |
| A          | Ã          | B          | C          | D          | E          | Ẽ          | H          | I          | Ĩ          | J          | K          | M          | N          | G̃          | O          | Õ          | P          | R          | S          | T          | U          | Ũ          | W          | X          | Y          | ʼ          |
| Minuscules |            |            |            |            |            |            |            |            |            |            |            |            |            |            |            |            |            |            |            |            |            |            |            |            |            |            |
| a          | ã          | b          | c          | d          | e          | ẽ          | h          | i          | ĩ          | j          | k          | m          | n          | g̃          | o          | õ          | p          | r          | s          | t          | u          | ũ          | w          | x          | y          | ʼ          |

## Phonologie

### Voyelles
|         | Antérieure  | Centrale    | Postérieure |
| ------- | ----------- | ----------- | ----------- |
| Fermée  | i [i] ĩ [ĩ] |             |             |
| Moyenne | e [e] ẽ [ẽ] | ə [ə] ə̃ [ə̃] | o [o] õ [õ] |
| Ouverte |             | a [a] ã [ã] |             |

### Consonnes
|               |               | Bilabiale | Dentale   | Palatale   | Vélaire   | Glottale  |
| ------------- | ------------- | --------- | --------- | ---------- | --------- | --------- |
| Occlusives    | Sourdes       | ‹ p › [p] | ‹ t › [t] |            | ‹ k › [k] | ‹ ʼ › [ʔ] |
| Occlusives    | Sonores       | ‹ b › [b] | ‹ d › [d] |            |           |           |
| Fricatives    | Fricatives    |           | ‹ s › [s] | ‹ x › [ʃ]  |           | ‹ h › [h] |
| Affriquées    | Sourdes       |           |           | ‹ c › [t͡ʃ] |           |           |
| Affriquées    | Sonores       |           |           | ‹ j › [d͡ʒ] |           |           |
| Nasales       | Nasales       | ‹ m › [m] | ‹ n › [n] |            | ‹ g̃ › [ŋ] |           |
| Liquides      | Liquides      |           | ‹ r › [r] |            |           |           |
| Semi-voyelles | Semi-voyelles | ‹ w › [w] |           |            | ‹ y › [j] |           |

## Système de numération
Le système de numérotation est particulièrement étudié.
Ces recherches dirigées par Pierre Pica, en collaboration avec ses collègues Stanislas Dehaene du Collège de France et de l'INSERM, Elizabeth Spelke et Véronique Izard du département de psychologie à Harvard, ont montré  que si les Mundurucus n'avaient pas de mots pour compter au-delà de 5, ils appréhendaient le plus souvent les quantités  par estimation, une évaluation approximative de la numérosité.

### Psychophysique
L’intérêt de ces recherches, qui ont donné lieu à des publications remarquées, ne réside pas tant dans l’observation de bases, dans la mesure où l’on peut attribuer l’existence de systèmes de ce type  à Locke (1690) à propos des Tupinambas mais dans l’étude très détaillée d’un système numérique restreint qui permet néanmoins le développement d’une arithmétique approximative.
Ces données sont importantes car elles montrent le caractère stable d’un système cognitif propre à l’estimation, malgré un contact prolongé (plus de deux siècles) des Mundurucus avec la civilisation non indigène, et un lexique réduit, qui semble lié à l’appréhension immédiate et précise par subitisation (angl.. subitizing), de un, deux, ou trois ou quatre objets.
C’est en effet la première fois qu’une équipe interdisciplinaire  permet de montrer que les propriétés des sous-systèmes d’un système de numération de ce type, illustrent de façon très précise les mêmes signatures psycho-physiologiques, que celles qui ont été mises en évidence chez les très jeunes enfants (qu’ils soient occidentaux ou non), dans le cadre de travaux de psychologie comportementale ou de neuroimagerie,.
L’étude détaillée de la numération permet en particulier de mettre en relief différentes propriétés du système d’estimation, qui est  en particulier conforme à la loi de Weber selon laquelle l’imprécision de l’estimation mesurée par son écart type croît linéairement avec le nombre estimé selon une constante de proportionnalité appelé coefficient de Weber.
Ces recherches ont par ailleurs montré que les Mundurucus dépourvus d’éducation mathématique, et qui doivent disposer des numérosités sur une ligne étiquetée, accordent plus de place aux petits nombres qu’aux grands nombres. Ces résultats étayent l’hypothèse selon laquelle l’échelle de similarité logarithmique fait partie des intuitions fondamentales de l’humanité.
Ces résultats qui soulignent le rôle de capacités  mathématiques indépendantes du système linguistique, corroborent par ailleurs certaines études récentes qui tendent à montrer que subitisation et estimation ne peuvent pas être confondues.

### Neuropsychologie
Ces travaux étayent en particulier  les travaux d’imagerie cérébrale selon lesquels ces différents sous-systèmes numériques élémentaires ne mettent pas en jeu le domaine verbal. Ceci revient à dire que le fondement des mathématiques doit être recherché dans une série d’intuitions fondamentales de l’espace, du temps et du nombre, importantes pour la survie de l’homme dans des milieux non urbanisés. Ces résultats s’opposent par ailleurs au constructivisme en ce qu’ils montrent qu’il existe des systèmes cognitifs structurés indépendants de toute forme d’éducation.
Comme dans le cas de l’écriture, où l’on commence à découvrir que les lettres sont faites d’éléments de base que les neurones ‘aiment voir’ , ces travaux étayent l‘hypothèse selon laquelle  les  inventions culturelles  se construisent à partir d’une  base biologique.

### Psychologie cognitive et linguistique
Selon Pierre Pica, qui adopte ici l’hypothèse selon laquelle  l’apparition du calcul exact met en jeu, comme l’écriture, un recyclage neuronal, il convient de fait de garder à l’esprit  les conséquences de ces recherches dans le domaine de l’éducation.
Pierre Pica suggère en particulier que si la notion de droit d’accès à l’éducation ne peut être remise en cause, celui-ci ne doit pas occulter le besoin de mettre en place un enseignement différencié prenant note du fait que  l’éducation et la culture ont des effets sur différents équilibres cognitifs possibles correspondant à des équilibres distincts entre l’homme et la nature.
Ces données qui éclairent les rapports complexes qui existent entre lexique et connaissances noyaux (préverbales) doivent être soigneusement distinguées des projets proches du  relativisme et de ses avatars. Ces recherches ne partagent pas les présupposés du relativisme, qui reviennent à dire que la variation observée est sans borne, une hypothèse incompatible avec les résultats obtenus par Pierre Pica et ses collègues.
Pierre Pica souligne que les données recueillies, qui s’étendent aujourd’hui aux domaines de la géométrie et de la langue constituent un outil important,. Elles permettent de fait de quantifier l’impact cognitif réel du processus d’éducation mis en place pour les différentes parties d’une population dont l’accès à l’éducation est encore loin d’être  homogène.